# Топкапъ сарай
Топкапъ сарай (от турски: „Дворец с оръдейна порта“, наречен на близка порта с оръдия) е главният султански дворец, седалището на администрацията на Османската империя от 1465 до 1853 година.
Намира се между Златния рог и Мраморно море в Истанбул и има изглед към Босфора. Наблизо е известната църква „Света София“.
Дворецът е пълен с примери от османската архитектура и притежава голяма колекция от порцелани, одежди, оръжия, щитове, брони, османски миниатюри, ислямски калиграфски ръкописи и стенни украшения.
Сравнен с други известни монархически резиденции като виенския дворец Шьонбрун и екстравагантния Версайски дворец, Топкапъ изпъква с неголемите си пропорции и забележителни интериори.

## История
Дворецът „Топкапъ“ е построен по заповед на султан Мехмед II Фатих върху развалините на една Римска постройка 1475 – 1478 г. Първоначално се нарича Нов сарай на принца (Сарайъ Джедиде Амире), но поради големите топове около портата получава от народа името Топкапъ сарай (Топкапъ Сарайъ).
Площта, на която е разположен, е 700 000 m² – 2 пъти по-голяма от тази на Ватикана. Дължината на обграждащите го крепостни стени е 5 км. През византийския период са издигнати стените откъм морето, а през османския – сухопътните, чиято дължина е 1400 м. Крепостните стени включват 28 кули. Крайморските крепостни стени имат 3, а сухопътните 4 врати.
След построяването на двореца Долмабахче сарай през 1856 г., в „Топкапъ“ продължават да живеят само жените на починалите или свалени от престола султани. След провъзгласяването на републиката последният падишах от Османската династия Вахдеттин напуска града заедно със семейството си. Тогава дворецът Топкапъ по нареждане на Ататюрк е превърнат в музей.

## Архитектурен ансамбъл
Представлява ансамбъл от много сгради, обградени от 4 крепости. Издигането на сарая е поръчано от Султан Мехмед Завоевателя през 1459 г. и завършено през 1465 година.

### Първи двор
Първият двор (или Алай Мейдани) е обграден от високи стени. Този двор също така е известен и като Дворът на еничарите или Парадния двор.
Главната врата се казва Баб-и-Хумаюн или Имперската порта. Топкапъ съдържа и стар султански монетен двор (построен през 1727), църквата-джамия Ейрен, Археологическия музей (построен през 19 век) и разнообразни фонтани, павилиони (за пример Павилионът Чинили или Керемиденият павилион) и градини (включително и Гюлхане парк, старата султанска градина от рози).

### Втори двор
Изгорен до основи поради изтичане на газ.